# Ludmilla Pitoëff
Ludmilla Pitoëff, née Ludmila Iakovlevna Smanova à Tiflis (actuelle Tbilissi) le 25 décembre 1899 et morte à Rueil-Malmaison le 15 septembre 1951, est une comédienne française d'origine russe.

## Biographie

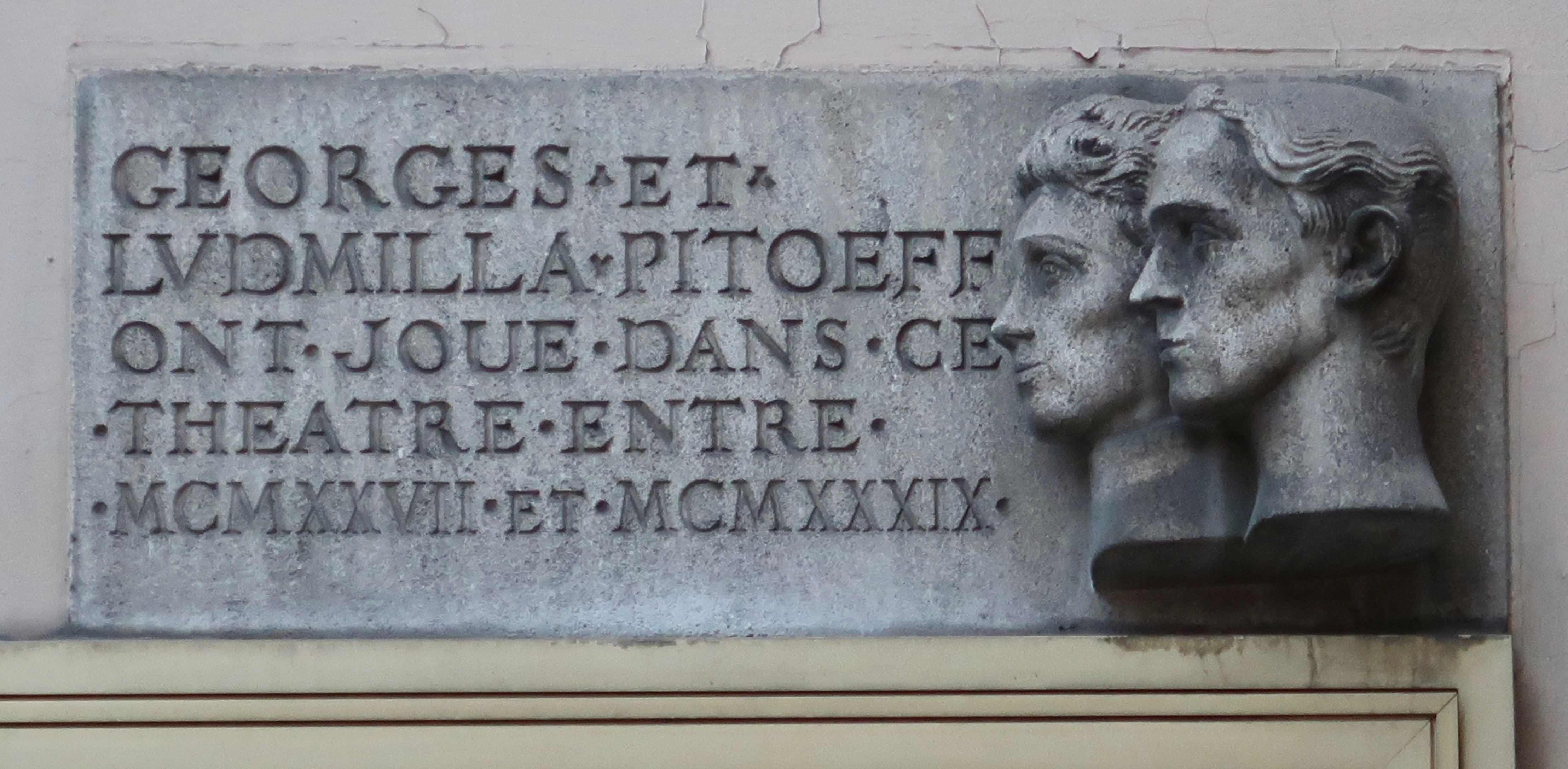
Plaque en hommage à Georges et Ludmilla Pitoëff sur la façade du théâtre des Mathurins (Paris).

Son père était un administrateur civil russe avec rang de général. L'été venu, sa mère l'emmenait en vacances en France ou en Italie. À la fin de ses études, la mère et sa fille partirent à Paris car Ludmilla voulait devenir chanteuse. Après un essai malheureux au Conservatoire d'art dramatique, elle rencontra Georges en avril 1914. Georges montait le spectacle et Ludmilla jouait.
Une partie du public venait surtout pour voir jouer Ludmilla, que tous les témoins décrivent comme une actrice menue et qui paraissait de prime abord effacée mais qui rayonnait sur scène d'une présence extraordinaire. Jean Nepveu-Degas la décrit dans Les Trois Sœurs en 1929 : « Le mince visage pâle, le regard dévorant, la frêle silhouette claire et la voix pathétique ».
Les plus grands rôles de Ludmilla furent : Nora dans Une maison de poupée d'Ibsen, et Jeanne (d'Arc) dans Sainte Jeanne de Shaw.
Ludmilla épousa Georges le 14 juillet 1915 et en eut sept enfants : Nadejda (Nadia), professeure de français à Honolulu, Svetlana, comédienne puis professeure d'histoire du théâtre à Pondichéry, Alexandre (Sacha), comédien et metteur en scène de théâtre, Ludmila, Varvara, Georges, journaliste à la télévision et Anna (Aniouta), épouse du reporter Michel Desjardins,.
La mort de Georges fut pour Ludmilla une catastrophe, dont elle ne se remit pas.

## Théâtre
- 1921 : Androclès et le lion de George Bernard Shaw, mise en scène Georges Pitoëff
- 1921 : Macbeth de William Shakespeare, mise en scène Georges Pitoëff, Plainpalais
- 1921 : La Dame aux camélias d'Alexandre Dumas fils, mise en scène Georges Pitoëff, Plainpalais
- 1921 : Celui qui reçoit les gifles de Leonide Andreiev, mise en scène Georges Pitoëff, Plainpalais, Théâtre Moncey
- 1923 : Mademoiselle Bourrat de Claude Anet, mise en scène Georges Pitoëff, Comédie des Champs-Élysées
- 1923 : Six personnages en quête d'auteur de Luigi Pirandello, mise en scène Georges Pitoëff, Comédie des Champs-Élysées
- 1923 : Liliom de Ferenc Molnár, mise en scène Georges Pitoëff, Comédie des Champs-Élysées
- 1923 : La Journée des aveux de Georges Duhamel, mise en scène Georges Pitoëff, Théâtre des Champs-Élysées
- 1923 : L'Indigent de Charles Vildrac, mise en scène Georges Pitoëff, Comédie des Champs-Élysées
- 1923 : La Petite Baraque d'Alexandre Blok, mise en scène Georges Pitoëff, Comédie des Champs-Élysées
- 1924 : L'Amour de Henry Kistemaeckers, Théâtre de la Porte-Saint-Martin
- 1924 : Celui qui reçoit les gifles de Leonide Andreiev, mise en scène Georges Pitoëff, Comédie des Champs-Élysées
- 1925 : Le Lâche d'Henri-René Lenormand, mise en scène Georges Pitoëff, Théâtre des Arts
- 1926 : Adam, Eve et Cie de Balgi, mise en scène Georges Pitoëff, Théâtre des Mathurins
- 1926 : Orphée de Jean Cocteau mise en scène Jean Hugo, Théâtre des Arts
- 1927 : Mixture d'Henri-René Lenormand, mise en scène Georges Pitoëff, Théâtre des Mathurins
- 1928 : La Maison des cœurs brisés de George Bernard Shaw, mise en scène Georges Pitoëff, Théâtre des Mathurins
- 1928 : Les Revenants d'Henrik Ibsen, mise en scène Georges Pitoëff, Théâtre des Mathurins
- 1928 : La Célèbre Histoire de Saint-Georges de Bouhélier, mise en scène Georges Pitoëff, Théâtre des Mathurins
- 1928 : César et Cléopâtre de George Bernard Shaw, mise en scène Georges Pitoëff, Théâtre des Arts
- 1929 : Le Dernier Tzar de Maurice Rostand, mise en scène Émile Couvelaine, Théâtre de la Porte-Saint-Martin
- 1931 : La Belle Hôtesse de Carlo Goldoni, mise en scène Georges Pitoëff, Théâtre Albert 1er
- 1932 : Plus jamais ça ! de Fred Angermayer (de), mise en scène Georges Pitoëff, Théâtre de l'Avenue
- 1933 : Les Juifs d'Evgueni Tchirikov, mise en scène Georges Pitoëff, Théâtre du Vieux-Colombier
- 1933 : Liebelei d'Arthur Schnitzler, mise en scène Georges Pitoëff, Théâtre du Vieux-Colombier
- 1933 : La Polka des chaises de Ronald Mackenzie, mise en scène Georges Pitoëff, Théâtre du Vieux-Colombier
- 1934 : Le Chef de Drieu La Rochelle, mise en scène Georges Pitoëff, Théâtre des Mathurins
- 1934 : Le Canard sauvage d'Henrik Ibsen, mise en scène Georges Pitoëff, Théâtre du Vieux-Colombier, Théâtre des Mathurins
- 1934 : Sainte Jeanne de George Bernard Shaw, mise en scène Georges Pitoëff, Théâtre des Mathurins
- 1935 : Hommage des acteurs à Pirandello : Henri IV de Luigi Pirandello, Théâtre des Mathurins
- 1935 : Dieu sait pourquoi ? de Steve Passeur, mise en scène Georges Pitoëff, Lyon
- 1935 : Ce soir on improvise de Luigi Pirandello, mise en scène Georges Pitoëff, Théâtre des Mathurins
- 1935 : La Complainte de Pranzini et de Thérèse de Lisieux d'Henri Ghéon, mise en scène Georges Pitoëff, Théâtre des Mathurins
- 1935 : Le Héros et le soldat de George Bernard Shaw, mise en scène Georges Pitoëff, Théâtre des Mathurins
- 1936 : Le Merveilleux Alliage de Vladimir Kirchon, mise en scène Georges Pitoëff, Théâtre des Mathurins
- 1936 : La Folle du ciel d'Henri-René Lenormand, mise en scène Georges Pitoëff, Théâtre des Mathurins
- 1936 : Tu ne m'échapperas jamais de Margaret Kennedy, mise en scène Georges Pitoëff, Théâtre des Mathurins
- 1936 : Dieu sait pourquoi ? de Steve Passeur, mise en scène Georges Pitoëff, Théâtre des Mathurins
- 1936 : Angelica de Leo Ferrero, mise en scène Georges Pitoëff, Théâtre des Mathurins
- 1936 : Quand vous voudrez de Georges Duhamel, mise en scène Georges Pitoëff, Théâtre des Mathurins
- 1937 : Amal et la lettre du roi de Rabindranath Tagore, mise en scène Georges Pitoëff, Théâtre des Mathurins
- 1937 : Six personnages en quête d'auteur de Luigi Pirandello, mise en scène Georges Pitoëff, Théâtre des Mathurins
- 1937 : Le Voyageur sans bagage de Jean Anouilh, mise en scène Georges Pitoëff, Théâtre des Mathurins
- 1937 : Eve de Jean Yole, mise en scène Georges Pitoëff, Théâtre des Mathurins
- 1937 : Celui qui reçoit les gifles de Leonide Andreiev, mise en scène Georges Pitoëff, Théâtre des Mathurins
- 1938 : Là-bas de Titayna, mise en scène Georges Pitoëff, Théâtre des Mathurins
- 1939 : La Mouette d'Anton Tchekhov, mise en scène Georges PitoëffThéâtre des Mathurins
- 1939 : Un ennemi du peuple d'Henrik Ibsen, mise en scène Georges Pitoëff, Théâtre des Mathurins
- 1939 : La Dame aux camélias d'Alexandre Dumas fils, mise en scène Georges Pitoëff, Théâtre des Mathurins
- 1946 : L’Échange de Paul Claudel, mise en scène Georges Pitoëff, Comédie des Champs-Élysées
- 1949 : Miss Mabel de R.C. Sherriff, mise en scène Jean Mercure, Théâtre Saint-Georges
- 1951 : Survivre de Michel Philippot, mise en scène Émile Dars, Théâtre des Noctambules

## Cinéma
- Ludmilla Pitoëff joue la Duse (apparition muette) dans "Le Comédien" de Sacha Gutry.

## Art
- Ludmilla Pitoëff dans "L'Échange" de Paul Claudel, huile sur panneau de Solange Bertrand conservée au Musée de la Cour d'Or de Metz[4].